# Lokstallet i Jönköping
Lokstallet i Jönköping uppfördes år 1900 av Statens Järnvägar vid stranden av Vättern på Talavid på en bangård bortemot en kilometer väster om Jönköpings centralstation.
Det var ett lokstall för översyn av lok med vändskiva och sex spår. Det köptes 1969 av Jönköpings kommun. Verksamheten flyttade sedermera, varefter byggnaden stod oanvänd och vandaliserades med åren.
Byggnaden köptes av JCC 1985 och byggdes om till kontorshus 1987. 
Den befintliga byggnaden står på en plan sandig tomt med järnvägsspår på ena sidan och angöringsgata på den andra. Byggnaden är en hallbyggnad med bågformad planform med centrum i mitten av plattan där loken vändes. I anslutning till byggnaden finns ett torn, från vilket ångloken tankade vatten. Lokstallet är murat i tegel på en grund av granit direkt på marken. 
Efter ombyggnaden har byggnaden två våningsplan och ett entresolplan. 